# Cimetière des Quatre-Nations
Le cimetière des Quatre-Nations est un cimetière situé à Caen. Ouvert dans les années 1780, il ne reçoit plus de corps.
Le site est classé depuis le 30 mars 1939.

## Situation
Le cimetière est situé au no 9 de la rue Desmoueux, à proximité du jardin des plantes de Caen, sur les coteaux au nord du centre-ville ancien de Caen.

## Histoire
Le 1er mars 1780, le parlement de Rouen confirme un arrêt du bailliage de Caen de 1779 ordonnant le transfert des cimetières urbains en dehors de la ville. En 1784, les paroisses Notre-Dame, Saint-Sauveur, Saint-Martin et Saint-Étienne achètent un terrain à côté de la chapelle Notre-Dame-des-Champs. Le cimetière dit des Quatre-Nations, en référence aux quatre paroisses, est béni le 4 avril 1789.
Situé à l'origine à la périphérie de la ville, le cimetière est rattrapé par l'extension urbaine après l'aménagement d'un quartier destiné à la bourgeoisie caennaise à la Belle Époque.
François Truffaut y tourne des scènes de son film La Chambre verte en 1977.

## Sépultures et monuments remarquables
- Calvaire à la mémoire des guillotinés de la révolution française.
- Tombe de Michelot Moulin, figure de la chouannerie normande, décédé en 1839.
- Tombe de Guillaume-Stanislas Trébutien, décédé en 1870.
- Chapelle de François Roulland, maire de Caen, décédé en 1875.
- Mausolée de la famille Harou-Romain, où sont inhumés Jean-Baptiste Philippe Harou et Romain Harou, architectes décédés en 1822 et 1866.
- Mausolée de la famille Baumier, où est inhumé Jacques Baumier, architecte décédé en 1886.

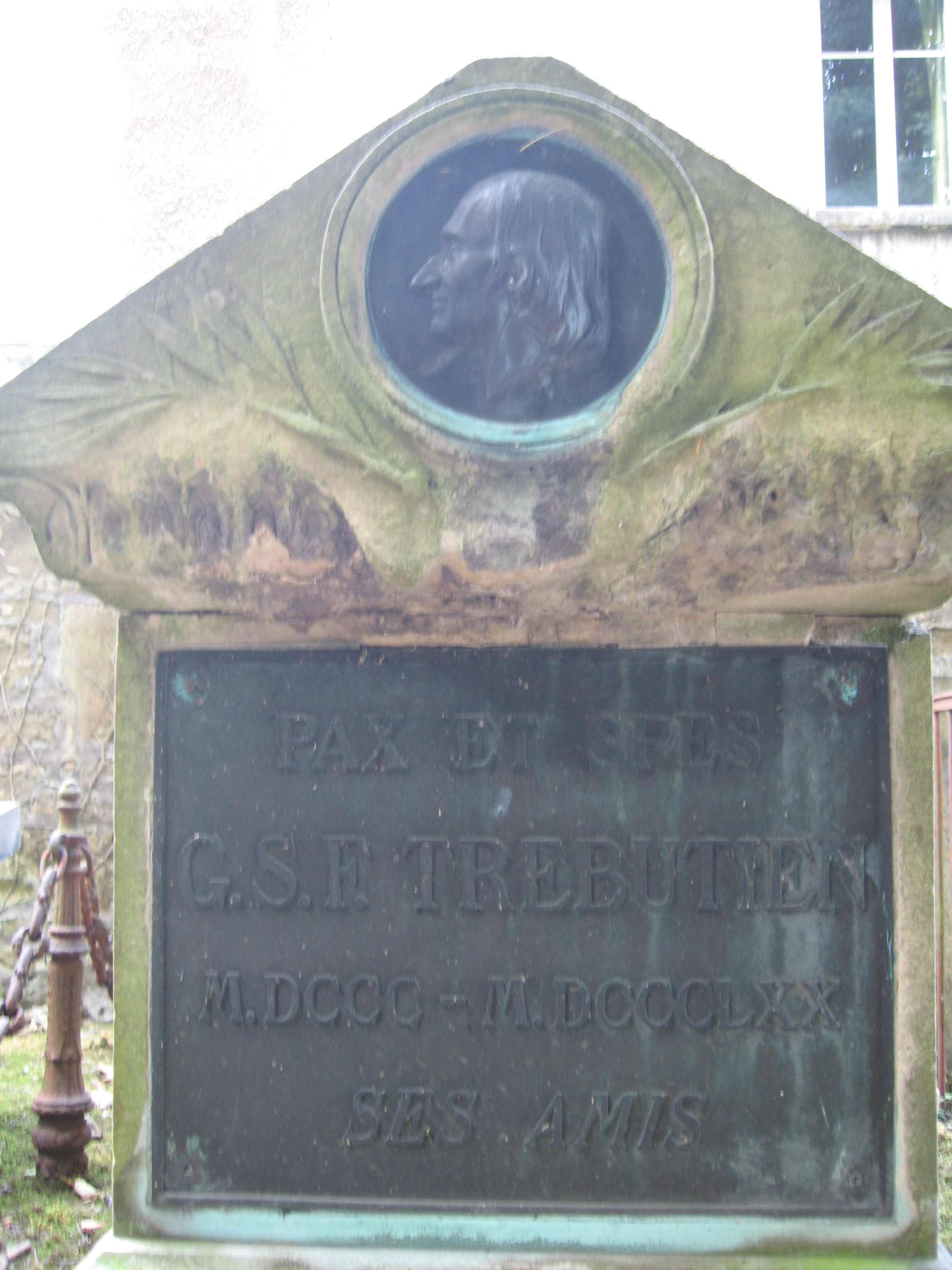
Tombe de Trébutien.
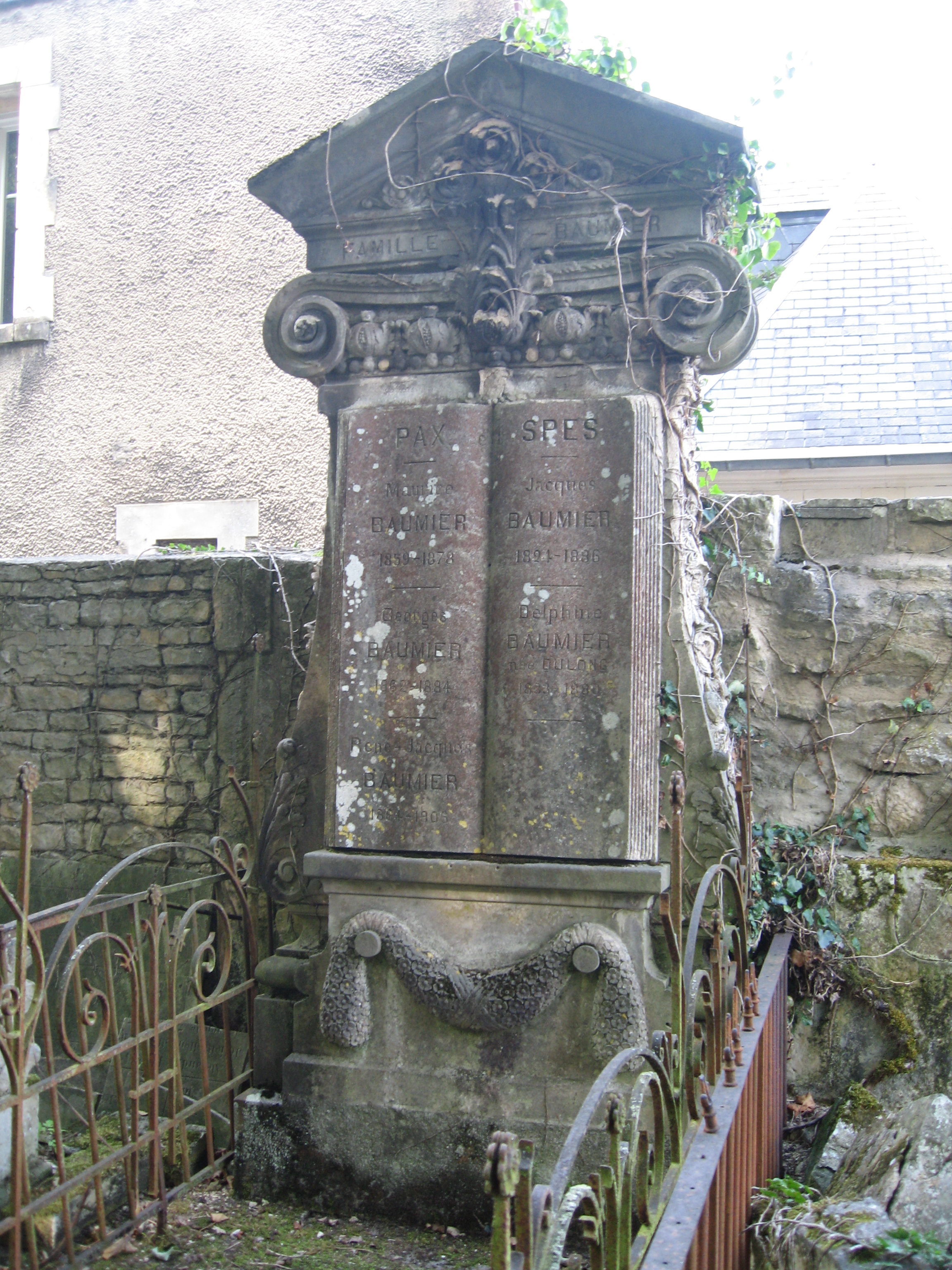
Caveau des Baumier.
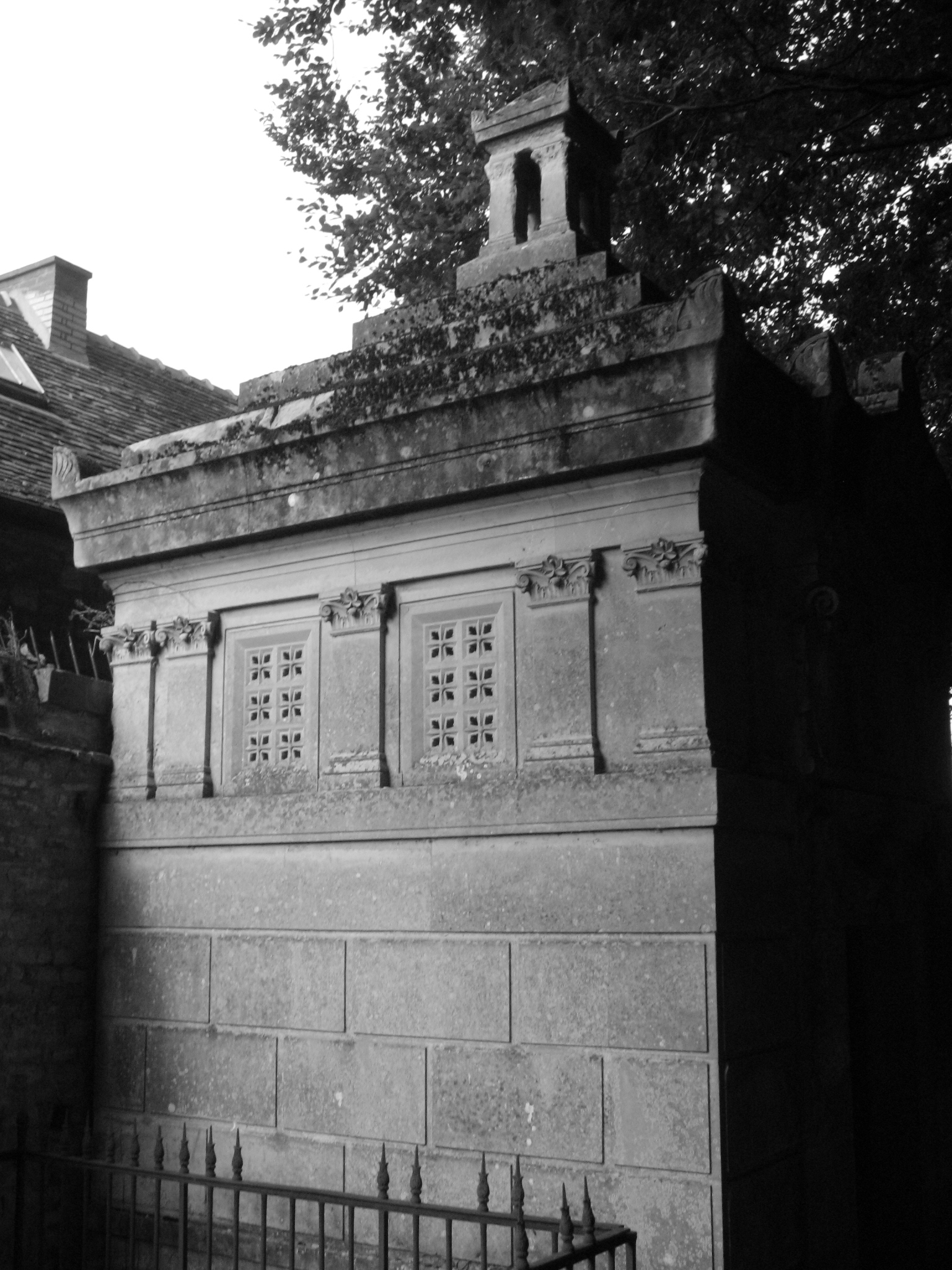
Chapelle de François Roulland.
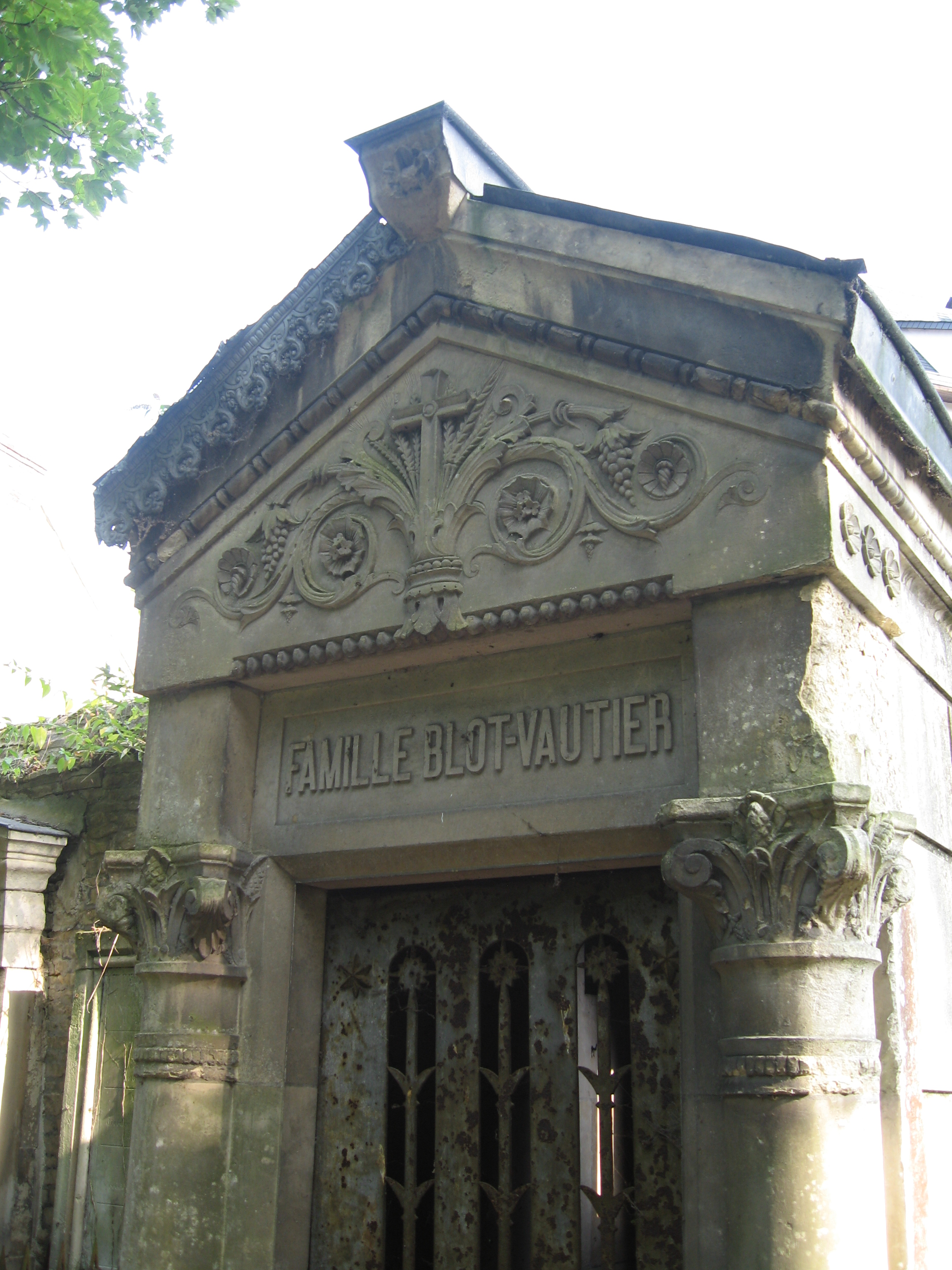
Chapelle de la famille Blot-Vautier.